# Townsend (Massachusetts)
Pour les articles homonymes, voir Townsend.
Townsend est une municipalité du comté de Middlesex au Massachusetts, fondée en 1676.
Sa population était de 8 926 habitants en 2010.

## Localisation
| Mason (New Hampshire)          |                                | Brookline (New Hampshire) |
| Ashby                          | Townsend                       | Pepperell                 |
| Fitchburg (Comté de Worcester) | Lunenburg (comté de Worcester) | Groton Shirley            |